# Δ-dekalakton
δ-Dekalakton je organická sloučenina patřící mezi laktony. Vyskytuje se přirozeně v ovoci a mléčných výrobcích. Lze jej získat chemicky i biologicky. Chemicky se připravuje Baeyerovou–Villigerovou oxidací delfonu.
Biologicky se získává z biomasy hydrogenací 6-amyl-α-pyronu. DDL se používá v potravinářství, při výrobě polymerů a v zemědělském průmyslu.